# Santa María Chiquimula
Santa María Chiquimula é uma cidade da Guatemala do departamento de Totonicapán.